# AMG-36
AMG-36 je analgetik koji je kanabinoidni agonist. On je derivat Δ8THC koji je supstituisan sa ciklopentanskom grupom u 3-poziciji bočnog lanca. AMG-36 je potentan agonist na CB1 i CB2 sa umerenom selektivnošću za CB1, pri čemu je Ki 0,4 nM na CB1 vs 1,9 nM na CB2.